# Alekszandr Vlagyimirovics Guszev
Alekszandr Vlagyimirovics Guszev, oroszul: Александр Владимирович Гусев (Moszkva, 1947. január 21. – 2020. július 20.) olimpiai bajnok szovjet válogatott orosz jégkorongozó.

## Pályafutása
1965 és 1979 között a CSZKA Moszkva, majd az SZKA Leningrád jégkorongozója volt. Hét szovjet bajnoki címet nyert (1968, 1970, 1971, 1972, 1973, 1975, 1977). Az 1976-os innsbrucki olimpián aranyérmes lett a szovjet válogatott tagjaként. Két világbajnoki címet és egy-egy ezüst- és bronzérmet szerzett 1972 és 1977 között a világbajnokságokon.

## Sikerei, díjai
- Olimpiai játékok
  - aranyérmes: 1976, Innsbruck
- Világbajnokság
  - aranyérmes (2): 1973, 1974
  - ezüstérmes: 1972
  - bronzérmes: 1977
- Szovjet bajnokság
  - bajnok (7): 1968, 1970, 1971, 1972, 1973, 1975, 1977